# Éclaron
Éclaron is een dorp in de Franse gemeente Éclaron-Braucourt-Sainte-Livière in het departement Haute-Marne in de regio Grand Est.

## Geschiedenis
De eerste vermelding van Éclaron is uit de tiende eeuw, maar er zijn ook sporen van bewoning uit de Gallo-Romeinse tijd en de vroege middeleeuwen. Éclaron was een heerlijkheid en later een baronie. Het hing af van Joinville en de hertogen van Guise, die vorsten van Joinville waren in de zestiende eeuw, maakten het kasteel van Éclaron tot hun jachtkasteel. De plaats lag toen nog in een uitgestrekt bosgebied. Éclaron viel ten prooi aan de troepen van keizer Karel V en enkel de dorpskerk bleef gespaard.
Op 1 januari 1973 ging Éclaron samen met de gemeente Braucourt op in de gemeente Éclaron-Braucourt in een fusion-association. Dit hield in dat Éclaron als commune associée nog enige mate van zelfstandigheid behield.